# Картофелеуборочный комбайн
Картофелеубо́рочный комба́йн — многофункциональный технический комплекс, предназначенный для механизированной уборки картофеля. 

## История
Первые подобные машины, именовавшиеся «картофелекопателями» использовались уже в XIX веке. Первым советским картофелеуборочным комбайном был КОК-2, созданный в 1949 году.

## Принцип работы картофелеуборочного комбайна
Картофелеуборочные комбайны подразделяются на самоходные, прицепные и навесные. В зависимости от модели, комбайны могут обрабатывать одновременно от одного до трёх и даже более рядков картофеля; его персонал составляет от одного до семи человек. При движении комбайна по полю он при помощи лемехов подрезает почву ниже основного яруса расположения клубней, поднимает пласт почвы с картофелем и направляет его к прутковым элеваторам, под которыми находятся продолговатые встряхивающие устройства, служащие для разрыхления поступающей почвы. На первом элеваторе картофель освобождается от основного количества почвы, которая ссыпается между прутками на землю. На втором элеваторе расстояние между прутками меньше, чем на первом, здесь клубни освобождаются от большей части остающейся на них почвы. После этого масса клубней и ботвы с оставшимися частицами налипшей почвы направляется на комкодавители — два вращающиеся пневматических баллона, которые раздавливают оставшиеся свалявшиеся комки почвы, а затем направляет их на третьи элеваторы, на которых происходит освобождение картофеля от остатков почвы. Очищенный от земли картофель направляется на ботвоудаляющее устройство, после которого картофель делится на два потока: очищенные от почвы и ботвы клубни попадают на переборочный стол, в бункер комбайна или в кузов идущего рядом с комбайном грузового автомобиля или трактора. Более старые модели Ботва и сорняки направляются на транспортёр примесей. Для моделей картофелеуборочных комбайнов, оборудованных переборочным столом, происходит ручная сортировка картофеля — в этом процессе обычно задействуются от двух до четырёх человек. Некоторые модели картофелеуборочных комбайнов вместо переборочных столов оснащаются системами автоматической сортировки картофеля по размеру, после чего рассортированный картофель расфасовывается в мешки или корзины, которые по мере заполнения оставляются на поле для их последующего сбора. Производительность современных самоходных четырёхрядковых картофелеуборочных комбайнов может достигать 0,9 га/час. На некоторых моделях комбайнов перед лемехом ставятся гребневые барабаны, позволяющие лучше направлять комбайн на рядки картофеля

## Советские картофелеуборочные комбайны
- КОК-2 (1949)
- ККР-2 (1950-е годы)
- КГП-2 (начало 1960-х годов)
- К-3 (комбайн) (начало 1960-х годов)
- ККУ-2А «Дружба» (конец 1960-х годов)
- КСК-4-1 (1980-е годы)
- КПК-3 «Рязанец» (1980-е годы)